# Wayland Becker
Wayland Herman Becker (* 2. November 1910 in Soperton, Wisconsin; † 1. Dezember 1984 in Lena, Wisconsin) war ein US-amerikanischer American-Football-Spieler. Er spielte in der National Football League (NFL).

## Spielerlaufbahn
Becker besuchte in Green Bay die High School und studierte nach seinem Schulabschluss an der Marquette University. Dort spielte er neben American Football auch Basketball. Für seine sportlichen Leistungen wurde er von seinem College zweimal ausgezeichnet. Becker lief als Defensive End und als End auf. 1934 spielte er kurzfristig für die von George Halas trainierten Chicago Bears, wechselte aber im Laufe der Saison zu den Brooklyn Dodgers. In Brooklyn war er bis 1935 aktiv.

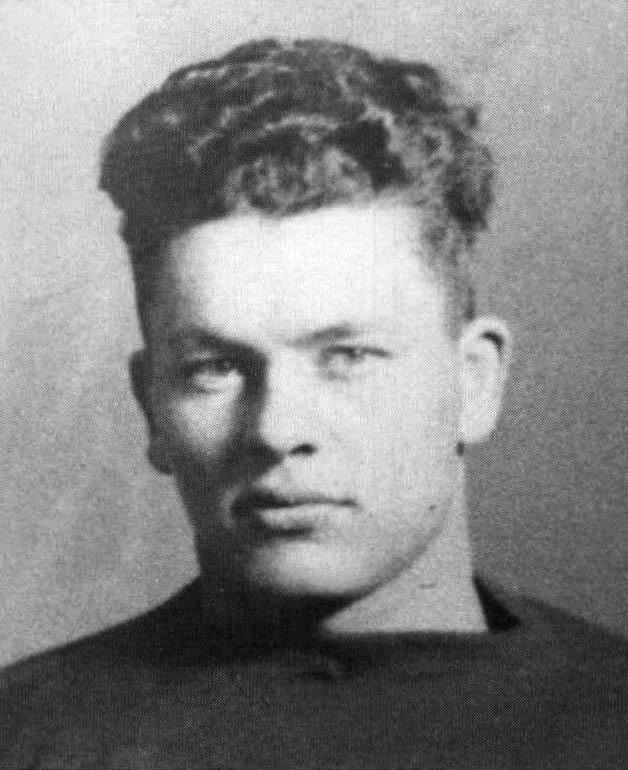
Curly Lambeau

1936 schloss er sich den Green Bay Packers an. Die Packers hatten zahlreiche Auswahlspieler wie Arnie Herber, John McNally oder Don Hutson in ihren Reihen. Unter Head Coach Curly Lambeau gewannen die Packers in diesem Jahr die NFL Meisterschaft. Im Endspiel schlugen sie die Boston Redskins mit 21:6. 1938 gelang Becker nochmals der Einzug in das NFL Endspiel. Das Spiel ging allerdings gegen die New York Giants mit 23:17 verloren. Becker spielte danach im Jahr 1939 noch zwei Spiele bei den Pittsburgh Pirates und beendete vorläufig seine Laufbahn. 1941 lief Wayland Becker nochmals für die Columbus Bullies in der nur zwei Jahre existierenden American Football League auf. Er gewann mit seinem Team die Meisterschaft und wurde in das All-Star-Team der Liga gewählt.

## Abseits des Spielfelds
Nach Beendigung seiner Laufbahn diente er während des Zweiten Weltkriegs als Sergeant in der United States Army. Er fand seine letzte Ruhestätte auf dem Abrams – Stiles Catholic Cemetery  im Oconto County.